# Майкл «Крокодил» Данди
Майкл Джей Данди (англ. Michael J. Dundee), также известный под прозвищем Мик Крокодил Данди (англ. Mick «Crocodile» Dundee) — охотник-браконьер из серии фильмов «Крокодил Данди». Во всех трёх частях роль Мика Данди исполнил австралийский актёр Пол Хоган.

## Создание персонажа
Данди — пример человека, чувствующего себя как рыба в воде в опасных и враждебных для обычных людей ситуациях. Однако попав в урбанизированное общество, простак Данди среди многомиллионного населения, интриг и пороков большого города выглядит слоном в посудной лавке, искренне не понимая всей этой суеты. Идея снять фильм, по признанию Пола Хогана, пришла к нему после того, как он посетил США и был удивлён контрастом между Австралией и Америкой; так он решил снять фильм об австралийце, оказавшемся в США.
Образ Данди — яркий пример ницшеанского сверхчеловека, способного к выживанию и приспособлению к враждебным условиям как дикой природы, так и кипящей городской жизни.

### Прообраз
«Мик хороший пример для подражания. В этом парне нет злого умысла, что и делает его мужиком. И, только потому что он не убивает людей, не делает его ни неженкой, ни слабаком»
Вымышленная биография Данди вполне схожа с Маугли и другими подобными персонажами, выросшими в дикой природе и имеющими иные представления о жизни, нежели жители многомиллионных городов, а учитывая, что его взрастили аборигены, он ещё и благородный дикарь.
Фамилия героя, возможно, навеяна от майора Данди из одноимённого фильма, кроме того, аллюзия представлена в первом фильме: когда Мик моется в ванной, в другой комнате по телевизору идёт фильм Майор Данди.
В интервью Пол Хоган рассказал, что американские зрители воспринимают образ Данди как нечто среднее между Чаком Норрисом и Рэмбо. Между тем Хоган вместе с брутальностью своего персонажа выделяет ещё и как героя-гуманиста, которому не нужно убивать огромное количество народа подобно «терминаторам, коммандосам и прочим потрошителям».

### Прототип
Прототипами Мика Данди считаются двое охотников — это австралиец Родни Анселл и латыш Арвид Блументалс. Оба были охотниками на крокодилов, однако Родни Анселл подходил наиболее близко, так как был австралийцем и к тому же браконьером, как и Мик. Родни Анселл прославился в 1977 году — после того, как провел два месяца в тропическом лесу и смог выжить. Там-то его и настиг пятиметровый крокодил, которого ему пришлось застрелить. По словам Родни, крокодил соблазнился не им, а его охотничьими собаками, в фильме же крокодил нападал именно на Мика. Репортёры стали называть его «современным Робинзоном». В 1979 году вышел документальный фильм «В борьбе с дикой природой», рассказывающей о приключениях Анселла. Через год была написана книга, которая вместе с интервью Анселла легла в основу киносценария фильма. Дальнейшая судьба Анселла стала весьма печальной; слава «современного Робинзона» и прототипа киногероя принесла несчастья в жизнь Анселла. Продюсеры фильма про Данди смогли откреститься от него, через какое-то время у Родни начались проблемы с бизнесом — рогатый скот на его ранчо подвергся уничтожению из-за эпидемии. Вскоре он развёлся с женой и потерял ранчо, после чего стал наркоманом. В 1992 году Анселл был осуждён за грабёж, однако отделался условным сроком. Затем Родни связал свою жизнь с наркоманкой Черри Энн Хьюсон, под влиянием которой ещё больше отдалялся от общества и ожесточался, покинув цивилизацию и ведя жизнь отшельника. В начале августа 1999 года был застрелен после того, как убил полицейского на почве мании преследования при попытке его ареста. Заметка о его смерти в рассылке мировых СМИ получила наименование «Смерть Крокодила Данди»

## Вымышленная биография

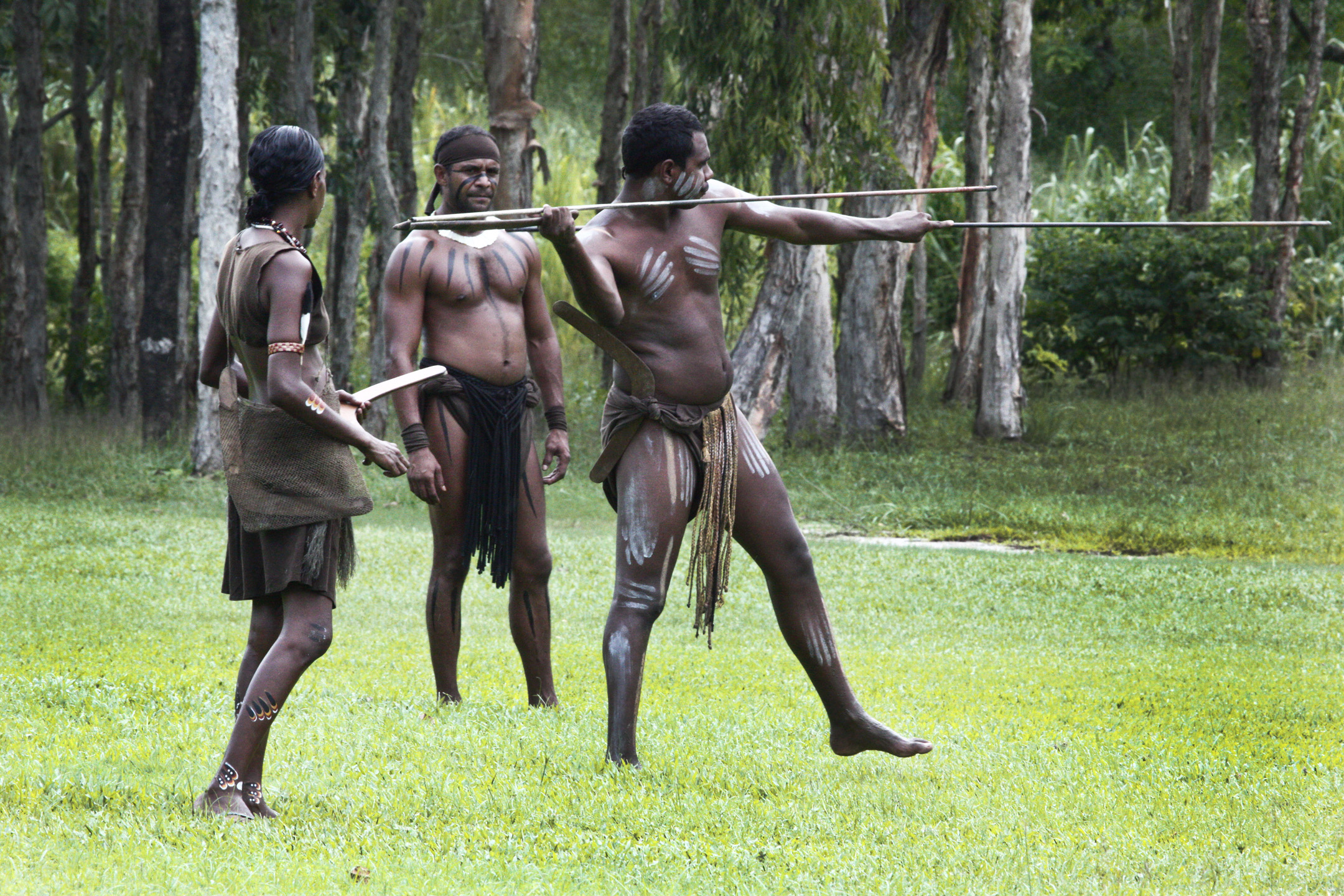
Мик был принят и воспитан аборигенами, взрастившими из него настоящего воина

Данди родился в пещере, находящейся на Северной территории. По рассказу вождя племени австралийских аборигенов, которые воспитали его, он родился летом; причём более подробных деталей насчёт даты его рождения вождь не уточнил Мику. В интервью Сью Чарльтон, в исполнении Линды Козловски, Данди рассказывает, что ему ни разу не довелось побывать в городе; по его убеждению он сделал бы город только хуже. Мик имеет собственную землю, которую он называет Биллонгамик (англ. Billongamick от английского belong to Mick — Собственность Мика) длиной в 3-4 дня, доставшееся ему от дяди. Сам Мик считает свою землю почти бесполезной, единственная компенсация это залежи золота, которые Мик называет своим «пенсионным фондом». Умеет заклинать животных; неоднократно показано как особым способом (оттопыренными большим пальцем и мизинцем, с произношением характерных звуков) успокаивает или валит с ног буйволов и собак. В первой части для этого создателям фильма пришлось накачать буйвола изрядным количеством снотворного.
Был женат, однако жена его не дождалась с «прогулки» (Прогулка для аборигенов — странствия и скитания, сам Мик в «прогулке» провёл 2 года). Второй раз женился на журналистке Сью Чарльтон, впоследствии жил между Австралией и США. В третьей части у Мика и Сью появляется сын Микки.

## Внешний облик

### Шляпа и нож
— Мик, отдай ему бумажник.

— С какой стати?

— У него нож.

— Разве это нож? Вот это - нож.
Данди носит характерную для австралийских бушей ковбойскую шляпу акубру. Нож Боуи — его главный атрибут, который выручает его в большинстве опасных ситуаций будь то нападение крокодилов или бандитов. На деле использовать нож Боуи с такой рукояткой как у Данди специалисты считают опасным прежде всего для самого владельца, который вследствие манипуляций против животных или людей может нанести травму хозяину. Использование массивного Боуи в фильмах про Рэмбо, Хищника и других является чисто элементом брутальности киногероя и в настоящем бою малоэффективен. В сиквелах Данди также пользуется складным вариантом ножа Боуи.

## Авторские права
Авторские права как на персонажа, так и на продюсерскую компанию финансировавшую кинокартины про Крокодила Данди принадлежат Полу Хогану.

## Признание, отзывы и влияние
К 2008 году киносерия о Крокодиле Данди занимала первое место среди кассовых сборов фильмов Австралии. За роль Крокодила Данди Пол Хоган получил премию «Золотой глобус» и был номинирован на «Оскар». В 1987 году, Хоган удостоен награды «Золотая маска», которую получил за лучший сценарий и лучшую мужскую роль в картине «Крокодил Данди». Считается одним из самых известных вымышленных персонажей родом из Австралии, к тому же Данди стал неофициальным символом Австралии. После съёмок фильмов о Данди поток туристов посещающих Австралию увеличился на 20 процентов. Пол Хоган долгое время судился с налоговой, которая преследовала его за неуплату налогов от фильмов про Данди, хотя сам Хоган утверждает, что все налоги он заплатил вовремя. Благодаря популярности своего персонажа Хоган участвовал в открытии Летней Олимпиады 2000 года в образе Мика Данди.
Американский модельер Джеймс Гольдштейн за свой экстравагантный стиль в одежде известен под прозвищем «Крокодил Данди мира моды».

## Появления[39]
- Оригинальные фильмы в исполнении Пола Хогана:

1. Данди по прозвищу «Крокодил»
2. Крокодил Данди 2
3. Крокодил Данди в Лос-Анджелесе

- «Outback Steakhouse: No Rules» (2013) в исполнении Рамина Назера
- Мультсериал Гриффины, эпизоды: «Padre de familia», «Big Man on Hippocampus» в озвучивании Марка Хентеманна
- Мультсериал «The Super Mario Bros. Super Show!» (1989) в эпизоде «Alligator Dundee/Stars in Their Eyes» в озвучивании Пола Элдера